# キスジインコ
キスジインコ（Yellowish-streaked loly、学名：Chalcopsitta scintillata）はオウム目インコ科ヒインコ亜科に分類される鳥である。

## 分布および生息地
アルー諸島およびニューギニア島南部に分布し、亜熱帯性または熱帯性の低湿地林やマングローブ林に生息する。

## 分類
キスジインコは以下の三つの亜種を含む。
- Chalcopsitta scintillata (Temminck) 1835
  - Chalcopsitta scintillata chloroptera Salvadori 1876
  - Chalcopsitta scintillata rubrifrons Gray, GR1858
  - Chalcopsitta scintillata scintillata (Temminck) 1835